# Богун Іван Оникійович
Іван Оникійович Богун (5 січня 1902 — 19 січня 1974) — український військовий Армії УНР.

## Біографічні відомості
Народився 5 січня 1902 року в селі Білоусівка, Лохвицького повіту Полтавської губернії (нині — Чорнухинський район Полтавської області). За родинною легендою, рід походить від видатного козацького полковника Івана Богуна.
22 лютого 1918 року вступив добровільним козаком в 2-й Запорізький Республіканський курінь Армії УНР (під командуванням — полковника Петра Болбочана).
У грудні 1918 (16 років) був призначений Болбочаном полковим писарем 1-го Республіканського полку.
З 27 на 28 березня 1919 р. в с. Колодіївці на Вінниччині (2 версти від станції Вапнярка) більшовицькими військами було захоплено штаб 1-го Республіканського полку. У полон потрапило більшість особового складу полку, зокрема й Іван Богун.
У травні 1919 року Івана Богуна було звільнено з полону, як неповнолітнього.
З 1932 по 1934 працював на Харківському тракторному заводі. Восени 1934 повернувся до Чорнух та працював у місцевому радгоспі, спочатку звичайним робітником, а після бригадиром рільничої бригади.
В 1937 році був заарештований, за те що у 1926 році одержав листа з закордону від свого батька, колишнього старшини армії УНР. Засуджений харківською «трійкою» на 10 років таборів. З 6 вересня 1937 до 6 вересня 1947 відбував покарання в таборах ГУЛАГ. У 1947 році вибув на мешкання в радгосп МВС Мухінського району Кіровської обл. (зараз — Зуївський район). З березня 1960 року — робітник заводу ковкого чавуну м. Харцизьк Сталінської обл.
1 грудня 1960 році Постановою Полтавського обласного суду — реабілітований.
Після повернення з таборів Іван Богун часто співав улюблену українську народну пісню «За Сибіром сонце сходить» та добре грав на гітарі (ще малим із мамою Тетяною співав у церковному хорі Чорнух).
Помер Іван Богун 19 січня 1974 року, похований у місті Харцизьк Донецької області.

#### Родина
Батько — потомствений козак (з родини виборних козаків), український військовий, громадсько-політичний діяч, адміністративний старшина Армії УНР Оникій Тимофійович Богун (нар. 8 квітня 1879 с. Білоусівка, Лохвицького повіту, Полтавської губернії — пом. 7 вересня 1937), похований в Острозі.
Мати — козачка Тетяна Іванівна Богун (Орішенко) (нар. 1880 в Чорнухи Полтавська обл.– пом. 22 квітня 1959 року) похована в Одесі.
Дружина — Іуліанія Каленниківна (Баглай) (нар.18 грудня 1896  с. Білоусівка, Лохвицького повіту, Полтавської губернії– пом,18 липня 1983 р.) похована м. Харцизьк, Донецька обл.
Брат: козак Григорій Оникійович Богун (нар. 8 червня 1906 — пом. 1961).
Сестри: козачка Анастасія Оникіївна (Олексіївна) Богун (Житенко) (нар. 30 грудня 1903 — пом. 30 грудня 1995).
козачка Луня (Леоніда) Оникіївна (Олексіївна) Богун (Тарановська) (нар. 1908 — пом. 21 січня 2001).
Діти: Син — козак Григорий Петрович Повх (нар. 17 квітня 1919  Чорнухи Полтавська обл.- пом. 2002 р.) похований Чорнухи
Син — козак Віталій Іванович Богун (нар. 7 червня 1926  Чорнухи Полтавська обл.- пом. 01 жовтня 2006 р.) похований м. Іловайськ, Донецька обл.
Донька — козачка Ольга Іванівна Богун (Бакуменко) (нар. 30 березня 1925 Чорнухи Полтавська обл –пом. 17 листопада 1999 р.) похована м. Брест.
Донька — козачка Людмила Іванівна Богун (Редько) нар. 04 травня 1935 Чорнухи Полтавська обл.
Онуки: Валерій Віталійович Богун нар. 30 червня 1953 року Курська обл.
Наталія Віталіївна Богун нар. 28 березня 1962 року  м. Іловайськ Донецька обл.
В'ячеслав Васильович Редько нар 07 березня 1967 року м. Харцизьк Донецької обл.
Роман Васильович Редько нар. 09 березня 1970 року м. Москва.
Правнуки: Олена Валеріївна Кухар нар. 31 травня 1975 року м. Донецьк.
Валерія Леонідівна Терещенко нар. 26 квітня 1982 року м. Донецьк.
Максим Валерійович Богун нар.  06 жовтня 1986 року  Нойштреліц, Німеччина.
Радіон Романович Редько нар. 03 березня 1995 року м. Харцизьк Донецька обл.
Радда Романівна Редько нар. 30 серпня 1997 року м. Харцизьк Донецька обл.
Євген В'ячеславович Редько  нар. 01 жовтня 1998 року м. Харцизьк Донецька обл.
Крістіна В'ячеславівна Редько нар. 18 вересня 1991 року м. Харцизьк Донецької обл.